# Gérard Prémel
Gérard Prémel,  né le 28 juillet 1932 à Paris et mort le 4 décembre 2024 à Rennes,, est un sociologue, écrivain et poète français.
Directeur de l'Atelier de Recherche sur l'Environnement, l'Aménagement et la Régionalisation (AREAR), il a été membre de la section d'art et d'architecture de l'Institut culturel de Bretagne (en 1995) et directeur de la revue Hopala ! (en 2002). Il a publié de nombreux ouvrages de poésie, de Joie, Colère et Vérité en 1954 aux Éditions Seghers à Bretagnes, au propre et au figuré, en 2018, aux Éditions Hedna. Il a également collaboré à plusieurs livres d'artistes.
Gérard Prémel, est mort le mercredi 5 décembre 2024 à l'âge de 92 ans. 

## Biographie
Prémel nait à Paris de parents d'origine bretonne. Il étudie les lettres à Clichy en 1947 et adhère au Parti communiste français. Il entre à l’École des arts appliqués et fonde la revue de poésie militante Luttes avec Léon Gordon. Il quitte les Arts appliqués au cours de la 2e année.
En 1953, il publie son premier recueil de poèmes : Joie Colère et Vérité, aux Éditions Seghers. En avril 1956, il est incorporé à Évreux où il organise une manifestation de rappelés, rédige et diffuse une pétition adressée à Guy Mollet qui paraît dans quelques journaux, dont L'Humanité. Profitant du désordre régnant au sein de l’armée, il parvient à se faire muter à Berlin. Rattrapé par la Sécurité militaire, il est envoyé aux arrêts en Forêt Noire.
Il est admis en 1957 aux Beaux-Arts de Paris, section architecture mais abandonne les Beaux-Arts en 1959. Il se marie une deuxième fois et passe sept mois au Mexique où il est accueilli par David Alfaro Siqueiros et rencontre les membres du Taller de Gráfica Popular et Elizabeth Catlett. Il prend part aux travaux du Taller de Gráfica Popular puis voyage dans les états du Sud-est où il fait des relevés d’archéologie maya à Chichén Itzá, Uxmal et Dzibilchaltún.
À son retour en France en 1961, il expose à Paris des gravures du Taller de Grafica Popular à la galerie des Beaux-Arts. En 1964, il travaille en architecture et urbanisme en Côte d'Ivoire. L'année suivante, il peint et prend part au salon de la jeune peinture en compagnie d'Eduardo Arroyo, Jérôme Tisserand, Antonio Recalcati...
En 1967-1968, après un deuxième divorce, il publie La chanson du mauvais pli dans Le Pont de l'Épée et Europe et commence une liaison avec Armelle Diel, avec laquelle il vit les jours de Mai 68.
Accusé en 1969 par la fédération de Seine-Saint-Denis du PCF d'être un « élément anti-parti : diffusant dans nos rangs l’idéologie du soi-disant printemps de Prague », lors de l'invasion de la Tchécoslovaquie par le Pacte de Varsovie, il décide de quitter le Parti. Il publie Nous n’irons plus au ciel, chez Pierre-Jean Oswald.
Il épouse Armelle Diel en 1972 et devient en 1973 enseignant à l’ICART (Institut des carrières artistiques). Il émigre ensuite en Algérie où il travaille en architecture et urbanisme à la CADAT (Caisse Algérienne d'Aménagement du Territoire) puis au cabinet d'architecture LHK à Alger. Il publie des poèmes dans les revues Les Lettres nouvelles et Solaire. En 1979, il devient chargé de cours à l'université Paris VIII (Vincennes), département Urbanisme à l'Institut français d'Urbanisme.
Diplômé de l’EHESS en 1980, il crée à Paris l’Atelier de Recherche sur l’Environnement et l'Aménagement Régional. Il effectue des études pour les DDE d’Île-de-France  et passe un doctorat de sociologie à l’EHESS, sous la direction de Placide Rambaud.
En 1987, il est chargé de recherche au LARES (Laboratoire de recherches et d'études sociologiques), à l’Université de Haute-Bretagne (Rennes II) et est chargé de cours à l’École d’architecture de Rennes. En 1991 l’Atelier de Recherche sur l’Environnement et l’Aménagement Régional (AREAR - Bretagne) est rapatrié à Rennes.
Après quelques publications en 2001 et 2002 dans la revue bretonne Hopala !, il en devient le directeur de 2003 à 2009 et approfondit l'orientation donnée par son fondateur Jean-Yves Le Dissez. En 2004. il consacre un numéro spécial de la revue au pèlerinage islamo-chrétien des Sept-Saints (Vieux-Marché) dans les Côtes-d'Armor et à son fondateur l'orientaliste Louis Massignon.
En 2018, il publie Bretagnes, au propre et au figuré aux éd. Hedna, dans lequel 15 poèmes rassemblés sous le titre Les ateliers, témoignent d'un long compagnonnage avec des artistes qu'il a côtoyés dont : Bertrand Bracaval, Nathalie Léonard, Constance Villeroy ou encore Catherine Denis , pour laquelle il a écrit Les Universaux (traduit en breton, en anglais et en chinois).
Son étude Anamnèse d’un dommage, ou comment le français est venu aux Bretons, parue dans Langage et Société n° 72, figure dans la bibliographie de l'agrégation des langues de France, pour la session 2024-2025.

## Publications

### Ouvrages poétiques ou littéraires
- 1954 : Joie colère et vérité, poèmes, Éditions Seghers
- 1968 : La chanson du mauvais pli, poèmes, Éditions  Guy Chambelland
- 1969 : Nous n'irons plus au ciel, poèmes, Éditions Pierre-Jean Oswald
- 1996 : Un chemin de traverse, poèmes, auto-édition
- 2000 : Scènes de la vie hasardeuse de Ludovic Brôme, Editions Rafael de Surtis
- 2003 : Vues imprenables ou le livre des fenêtres, éd. Sens et Tonka
- 2004 : Parfois depuis peu, éd. l'Autre rive et fibres libres
- 2005 : Le pont est toujours intact, éd. Sens et Tonka
- 2006 : Le grand train des écoles, éd. Ville du Grand-Quévilly, avec la photographe Laurence Garcette
- 2007 : Petit dictionnaire portatif des prénoms en A, Ed Mona Kerloff
- 2007 : S'ils te mordent Morlaix, polar, éd Gisserot
- 2011 : Je vivrai sans temps, poèmes, Éditions L'Harmattan
- 2011 : À la frontière, poèmes, éd. Intervention à haute voix
- 2012 : Le salon du lisier, satire, éd. Elle et Lui
- 2013 : Petit dictionnaire portatif des prénoms en A, Ed Mona Kerloff, éd. revue et augmentée
- 2014 : Nouveau regard sur la littérature algérienne de langue française essai, éd. J.-M. Goater
- 2014 : Cantos et cantilènes, poèmes, éd. Intervention à haute voix
- 2015 : Le caillou fleuri, ou Rennes dans l'arène, thriller de politique-fiction, éd Yoran Embanner
- 2015 : L'été de l’exode, roman, éd Diabase, Grand prix du roman de l'AEB (Association des Écrivains Bretons)
- 2016 : Éloge de l'incertitude, digression philosophique, éd Diabase
- 2018 : Bretagnes, au propre et au figuré, Hedna éditions

### Livres d'artistes et Revues
- 1995 : Les empreintes faîtières, avec Maya Mémin
- 1997 : Plume épi feuille, avec Maya Mémin
- 2003 : Petits trésors restés dehors, Factory éd, avec Constance Villeroy
- 2004 : Les trois vents, avec Bertrand Bracaval
- 2005 : La consultation du matin, avec Constance Villeroy
- 2008 : Yoni mouharabieh, avec Liliane Riou
- 1949-1952 : Création de la revue Luttes, avec Léon Gordon puis Christian Chevalier
- 2003-2009 : Direction de la revue Hopala ! la Bretagne au monde

### Principaux travaux sociologiques
- 1982 : Enfants bâtisseurs, éd. du Scarabée, avec le photographe Yves Flatard
- 1984 : Bourgs et banlieues, éd CAUE 94, avec la photographe Chantal Pellée
- 1991 : Bretagne contribution au débat sur l'Europe des régions, éd. UBACS
- 1993 : Des nouvelles représentations aux nouveaux usages du littoral in Les annales du 	Conservatoire du littoral
- 1995 : Architecture et identité régionale, le paradoxe breton, éd. Institut Culturel de Bretagne
- 1995 (avec Geneviève Delbos) : La Bretagne et ses pêcheurs, in Sociétés Contemporaines no 22/23
- 1995 : Anamnèse d'un dommage ou comment le français est venu aux Bretons, in Langage et Société no 72
- 1998 : Dénomination et culture dominée. Quelques interrogations sur le non-dit le non-sens et le contre-sens, in Lengas no 43
- 2005 : Enquête sur des mutants - comment repenser l'accueil collectif des 11-14 ans, éd. de 	l'INJEP
- 2011 : La grande perte et le bond en avant, in Revue internationale d'ethnographie no 1

## Pour approfondir